# Полк пилотов планёров
Полк пилотов планеров (англ. Glider Pilot Regiment) — подразделение воздушно-десантных войск Великобритании времён Второй мировой войны, отвечавшее за доставку по воздуху частей Британской армии и поддержку союзных воздушно-десантных операций. Существовал с 1942 по 1957 годы.

## История

### Подготовка добровольцев
Немцы одними из первых начали применять воздушно-десантные войска в сражениях, проведя несколько десантов во время Французской кампании (особенно во время штурма форта Эбен-Эмаэль. Правительства стран Антигитлеровской коалиции были впечатлены действиями немцев и решили создать свои воздушно-десантные силы. Вскоре было положено начало формированию двух британских воздушно-десантных дивизий и ряда меньших в размерах воздушно-десантных подразделений Британской армии: 22 июня 1940 премьер-министр Уинстон Черчилль обратился к Министерству обороны с просьбой рассмотреть вариант о создании воздушно-десантного корпуса численностью 5 тысяч человек.
21 июня 1941 на аэродроме Рингуэй около Манчестера была создана 1-я школа парашютистов Королевских военно-воздушных сил Великобритании, которая занималась не только подготовкой парашютистов, но и обучением солдат десантирования с планера непосредственно на поле боя. Было решено, что военно-воздушные силы и сухопутные части будут взаимодействовать друг с другом в плане формирования воздушно-десантных войск: за отбор пилотов для планеров ответственными были назначены командир эскадрильи Луис Стрейндж и майор Дж.Ф.Рок, которые искали добровольцев среди тех солдат, кто ранее управлял планером или желал стать пилотом планера.
Добровольцы, набираемые из Британской армии, проходили строгий отбор и только затем переходили к учениям. После 12-недельного курса обучения они получали квалификацию лётчиков малой авиации и затем приступали к обучению пилотирования планеров в рамках ещё одного 12-недельного курса, чтобы начать пилотировать General Aircraft Hotspur. Позднее они переводились в подразделение тяжёлых планеров, где обучались ещё 6 недель и получали право пилотировать Airspeed Horsa.

### Самолёты и планеры
Два офицера и их новое подразделение были оснащены четырьмя устаревшими бомбардировщиками Armstrong Whitworth Whitley и небольшим количеством бипланов-буксировщиков Tiger Moth и Avro 504. Тем временем министерство обороны и министерство воздушного транспорта занялись разработкой спецификаций для некоторых видов планеров, которые должен был задействовать полк: так по этим спецификациям были созданы планеры General Aircraft Hotspur, General Aircraft Hamilcar, Airspeed Horsa и Slingsby Hengist. На их разработку требовалось время, поэтому экипажу часто приходилось заниматься импровизацией. Была образована учебная эскадрилья планеров (англ. Glider Training Squadron), и состоялись первые тестовые полёты на самолётах типа British Aircraft Swallow, с которых были сняты винты для создания более реалистичного полёта. Их буксировали самолёты Whitley при помощи канатов разной длины и разного числа для различных целей.
К гражданам поступали обращения от британских войск с просьбой предоставить планеры в помощь армии, и первые четыре гражданских планера в августе были переданы войскам. Трое из них были сделаны в довоенной Германии. За короткое время в дар были переданы ещё несколько единиц, и все они использовались как учебные самолёты для подготовки инструкторов, лётчиков и будущих десантников. В первые месяцы довольно часто происходили инциденты по причине слабых канатов из пеньки, которые обрывались во время полётов. Только поставка нейлоновых канатов из США позволила свести к минимуму подобные инциденты. Первая демонстрация возможностей эскадрильи состоялась 26 сентября в присутствии герцога Кентского Георга: были совершены четыре парашютных прыжка, два планера были отбуксированы гражданским самолётом. 26 октября прошли ночные учения: четыре планера были отбуксированы двумя самолётами Avro 504. 13 декабря пять планеров были переведены в Таттон-Парк, откуда шестнадцать парашютистов совершили прыжки из двух бомбардировщиков Whitley.

### Сотрудничество с другими родами войск
В первые несколько месяцев атмосфера в полку была спокойной, и новобранцы не были обязаны проходить медицинское обследование для вступления в подразделение. Большую часть личного состава составляли добровольцы, испытывавшие страсть к полётам (в том числе и сержант, пилотировавший «Мессершмидт» во время Гражданской войны в Испании). Первыми пилотами были добровольцы, набранные из всех частей вооружённых сил Великобритании (преимущественно из сухопутных частей), однако уже после начала первых учений между Британской армией и Военно-воздушными силами начались споры по поводу пилотов. ВВС настаивали на том, что обслуживание планеров должно быть возложено на плечи персонала авиации, поскольку планеры были теми же самолётами; Армия же выступала за передачу планеров сухопутным частям, потому что пилоты планеров участвовали в боях наравне с другими солдатами. Стороны в итоге достигли компромисса: пилотов решили набирать из личного состава Армии, а обучение проводить по стандартам авиации.
В 1942 году Полк пилотов планеров был передан в распоряжение Корпусу армейской авиации вместе с Парашютным полком, Особой воздушной службой и эскадрильями воздушного наблюдения Королевского полка артиллерии. В 1949 году был расформирован Корпус, и Полк пилотов планеров стал снова отдельным подразделением. В 1957 году произошло окончательное слияние полка планеров и эскадрильями воздушного наблюдения в восстановленный Корпус.

## Боевые почести
По законам Вооружённых сил Великобритании, особо отличившемуся подразделению воздаются боевые почести — оно имеет право нанести на своё знамя символическое название кампании, за которое было удостоено почестей. Полк пилотов планеров отмечен следующими боевыми почестями за время службы во Второй мировой войне:

| - Landing in Sicily - Sicily 1943 - Normandy Landing - Pegasus Bridge - Merville Battery | - Southern France - Arnhem 1944 - Rhine - North-West Europe 1944-45 |  |